# أوراق اللعب لأبرز المطلوبين من حركة حماس

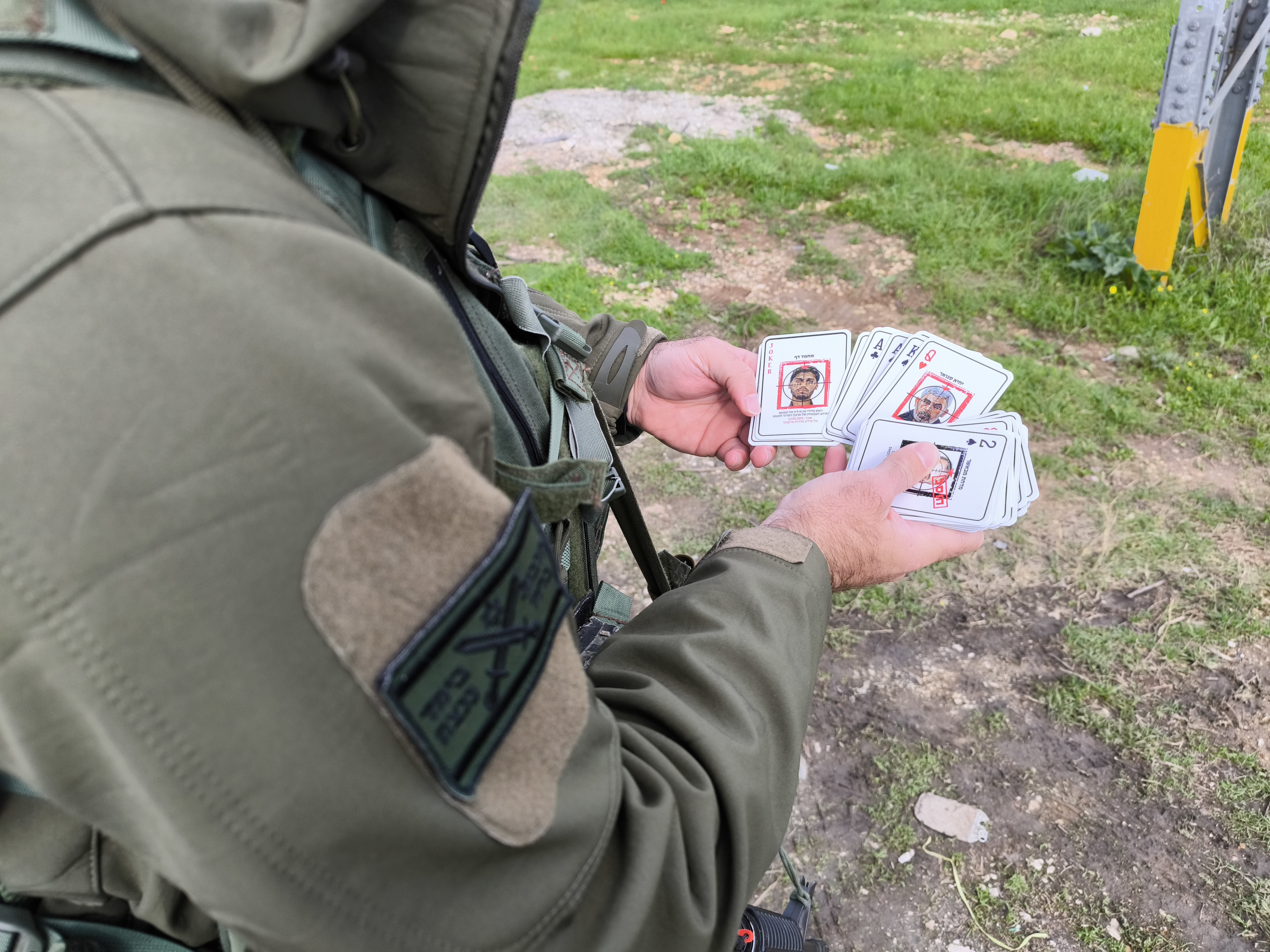
جندي من جيش الاحتلال الإسرائيلي يحمل مجموعة من بطاقات المطلوبين من حماس.

بطاقات حماس المطلوبة هي عبارة عن مجموعة من أوراق اللعب التي تحتوي على صور أعضاء حماس المطلوبين من قبل إسرائيل. تم إنتاج هذه المجموعات من قبل متطوعين مستقلين وتم توزيعها على جنود قوات الاحتلال الإسرائيلية خلال المراحل الأولى من حرب غزة.

## قائمة غير رسمية لجيش الاحتلال الإسرائيلي
كجزء من حرب غزة، قامت مجموعة غير رسمية[بحاجة لشرح] من تم توزيع مجموعة أوراق لعب تحتوي على 54 مطلوبًا على جنود الاحتلال الإسرائيلي. كانت فكرة المجموعة مستوحاة من أوراق اللعب العراقية الأكثر طلبًا التي أنشأتها وكالة استخبارات الدفاع لتحديد الأعضاء المطلوبين من حكومة صدام حسين أثناء غزو العراق عام 2003. يعود تاريخ صناعة مثل هذه البطاقات إلى الحرب الأهلية الأمريكية.
وُزِّعت أكثر من عشرة آلاف مجموعة أوراق لعب على جنود إسرائيليين لمساعدتهم على تحديد أهداف حماس الرئيسية وإزعاج مسؤوليها. وقد خُلطت أسماء مختلف مسؤولي حماس في المجموعة لإحراج كبار المسؤولين.
اعتبارًا من مارس 2025، قُتل 34 فرداً من القائمة.

### قائمة البطاقات
| البطاقة | الشخص           | المنصب                                                      | الوضع                                    |
| ------- | --------------- | ----------------------------------------------------------- | ---------------------------------------- |
| جوكر    | محمد الضيف      | رئيس كتائب الشهيد عز الدين القسام                           | اغتيل في يوليو 2024.                     |
| جوكر    | صالح العاروري   |                                                             | اغتيل في يناير 2024.                     |
| A ♠     | أبو عبيدة       | الناطق باسم كتائب عز الدين القسام                           | من المرجح أن يكون قد قُتل في 13 مايو 2025 |
| A ♣     | مروان عيسى      | نائب محمد الضيف                                             | قُتل في مارس 2024.                        |
| A ♦     | إسماعيل هنية    | رئيس حركة حماس                                              | اغتيل في يناير 2024.                     |
| A ♥     | خالد مشعل       | الرئيس السابق للمكتب السياسي لحماس                          |                                          |
| K ♠     | عصام الدعاليس   | رئيس حكومة حماس في غزة                                      | قُتل في مارس 2025.                        |
| K ♣     | روحي مشتهى      | رئيس اللجنة الاقتصادية                                      | قُتل في يوليو 2024.                       |
| K ♦     | خليل الحية      | نائب رئيس المكتب السياسي لحماس                              |                                          |
| K ♥     | عاصم أبو ركابة  | رئيس الجناح الجوي                                           | قُتل في أكتوبر 2023.                      |
| Q ♠     | سامح السراج     | عضو المكتب السياسي لحماس                                    | قُتل في يوليو 2024.                       |
| Q ♣     | عز الدين الحداد | قائد فرقة مدينة غزة (كتائب القسام)                          |                                          |
| Q ♦     | أيمن صيام       | قائد منظومة الصواريخ                                        | قُتل في نوفمبر 2023.                      |
| Q ♥     | يحيى السنوار    | قائد حماس في غزة                                            | قُتل في أكتوبر 2024.                      |
| J ♠     | محمد السنوار    | قائد فرقة جنوب قطاع غزة (كتائب القسام)                      | اغتيل في 13 مايو 2025.                   |
| J ♣     | أيمن نوفل       | قائد المنطقة الوسطى في قطاع غزة                             | قُتل في أكتوبر 2023.                      |
| J ♦     | رافع سلامة      | قائد لواء خان يونس (كتائب القسام)                           | اغتيل في يوليو 2024.                     |
| J ♥     | أحمد الغندور    | قائد منطقة شمال قطاع غزة                                    | قُتل في نوفمبر 2023.                      |
| 10 ♠    | يوسف أبو الريش  | نائب وزير الصحة                                             |                                          |
| 10 ♣    | فايز بارود      | قائد كتائب القسام                                           |                                          |
| 10 ♦    | أسامة حمدان     | مسؤول العلاقات الخارجية                                     |                                          |
| 10 ♥    | محمد عودة       | رئيس جهاز استخبارات حماس                                    |                                          |
| 9 ♠     | علي العمودي     | ناشط في إدارة الدعاية في حماس                               |                                          |
| 9 ♣     | محمد أتزار      | قائد قوات مكافحة الدبابات في غزة                            | قُتل في نوفمبر 2023.                      |
| 9 ♦     | زكريا أبو معمر  | عضو بارز في المكتب السياسي لحماس                            | قُتل في أكتوبر 2023.                      |
| 9 ♥     | محمود الزهار    | عضو في المكتب السياسي لحماس                                 |                                          |
| 8 ♠     | أحمد الشمالي    | نائب قائد لواء مدينة غزة                                    | قُتل في مارس 2025.                        |
| 8 ♣     | شادي بارود      | نائب رئيس جهاز الاستخبارات                                  | قُتل في أكتوبر 2023.                      |
| 8 ♦     | موسى أبو مرزوق  | رئيس مكتب العلاقات الدولية                                  |                                          |
| 8 ♥     | رازي أبو طعمة   | رئيس هيئة الإسناد القتالي                                   | قُتل في مارس 2024.                        |
| 7 ♠     | عماد عقل        | رئيس القيادة الخلفية                                        |                                          |
| 7 ♣     | زاهر جبارين     | نائب رئيس منطقة الضفة الغربية (خليفة العاروري)              |                                          |
| 7 ♦     | عبد الهادي صيام | قائد في كتائب عز الدين القسام                               | قُتل في أغسطس 2024.                       |
| 7 ♥     | هيثم الخواجري   | قائد لواء الشاطئ (كتائب القسام)                             | [ ب ]                                    |
| 6 ♠     | إبراهيم بياري   | قائد لواء جباليا المركزي                                    | قُتل في أكتوبر 2023.                      |
| 6 ♣     | وسام فرحات      | قائد لواء الشجاعية                                          | قُتل في ديسمبر 2023.                      |
| 6 ♦     | وائل رجب        | نائب قائد لواء شمال قطاع غزة                                | قُتل في نوفمبر 2023.                      |
| 6 ♥     | محمد شبانة      | قائد لواء رفح                                               | اغتيل في مايو 2025.                      |
| 5 ♠     | نسيم أبو عجينة  | قائد لواء بيت لاهيا                                         | قُتل في أكتوبر 2023.                      |
| 5 ♣     | إبراهيم السحر   | قائد وحدة العبوات الناسفة في شمال القطاع                    | قُتل في أكتوبر 2023.                      |
| 5 ♦     | جابر عزيز       | قائد كتيبة الفرقان                                          | قُتل في أغسطس 2024.                       |
| 5 ♥     | حسام عاطف بدران | عضو اللجنة التنفيذية                                        |                                          |
| 4 ♠     | تيسير مبشر      | قائد لواء شمال خان يونس                                     | قُتل في أكتوبر 2023.                      |
| 4 ♣     | مصطفى دلول      | قائد لواء زبارة                                             | قُتل في نوفمبر 2023.                      |
| 4 ♦     | فتحي حماد       | رئيس مكتب في اللجنة التنفيذية                               |                                          |
| 4 ♥     | رعد سعد         | قائد في كتائب عز الدين القسام                               |                                          |
| 3 ♠     | يعقوب عاشور     | قائد منظومة مضادة للدبابات في خان يونس                      | قُتل في نوفمبر 2023.                      |
| 3 ♣     | غازي حمد        | عضو المكتب السياسي لحماس                                    |                                          |
| 3 ♦     | إسماعيل سراج    | قائد لواء النصيرات                                          | قُتل في يناير 2024.                       |
| 3 ♥     | رعد ثابت        | عضو المكتب السياسي لحماس                                    | قُتل في مارس 2024.                        |
| 2 ♠     | مدحت مباشر      | قائد لواء غرب خان يونس                                      | قُتل في أكتوبر 2023.                      |
| 2 ♣     | مهدي خوارة      | قائد لواء لاهيا                                             |                                          |
| 2 ♦     | محمد الواديه    | قائد منظومة مضادة للدبابات في لواء مدينة غزة (كتائب القسام) | قُتل في أكتوبر 2023.                      |
| 2 ♥     | نزار عوض الله   | عضو بارز في كتائب عز الدين القسام                           |                                          |

## مجموعة رعاة البقر المسيحية
قامت مجموعة من «رعاة البقر» المسيحيين الصهاينة الذين جاءوا للتطوع في المزارع في إسرائيل، ومزارع المستوطنين في الضفة الغربية المحتلة، بعد الهجوم الذي قادته حماس على إسرائيل عام 2023، بتصميم وطباعة مجموعة أخرى غير رسمية من أوراق اللعب تحمل صور الشخصيات الأكثر طلبًا من حماس وتوزيع الأوراق على الجنود الإسرائيليين في جنوب إسرائيل وغزة. تم تصميم البطاقات وطباعتها في مطابع بئيري في كيبوتس بئيري، أحد الكيبوتسات الأكثر تضررًا خلال هجوم 7 أكتوبر.
تمت طباعة المجموعة باللغات العبرية والإنجليزية والعربية، وتضمنت بطاقتي جوكر و12 شخصية من حماس، بما في ذلك إسماعيل هنية، ويحيى السنوار، وأبو عبيدة، ومحمد ضيف، وعيسى، والعاروري، ومشعل، وحمد،[من؟] سعد، محمد السنوار. وتهدف الصور الموجودة في هذه البطاقات، من رسومات الأشخاص إلى كيفية كتابة أسمائهم باللغة العربية، إلى السخرية من قادة حماس. على سبيل المثال، يُكتب يحيى السنوار باسم «سنفار»، وهو تلاعب بالكلمة العربية التي تعني الْفَأْر، وصورته تصوره على شكل فأر.

## الملاحظات
1. ↑  يُزعم أنه قُتل سابقًا في يوليو 2024 (وتأكيد حماس المزعوم لذلك في يناير 2025)، وفقًا لصحيفة الشرق الأوسط السعودية.[12][13]
2. ↑  وزعم جيش الاحتلال الإسرائيلي أنه قُتل في ديسمبر 2023.[28] لكن تم التراجع عنه في فبراير 2025.[29]